# Ain Saadeh - Beit Mery
Ain Saadeh - Beit Mery è un centro abitato e comune (municipalité) del Libano situato nel distretto di al-Matn, governatorato del Monte Libano.